# Germaine Ingram
Germaine Ingram (* 1947) ist eine US-amerikanische Juristin, Tänzerin, Performancekünstlerin und Choreographin.

## Leben
Ingram studierte Jura an der University of Pennsylvania und absolvierte ein Postgraduiertenstudium (Law and Humanities) an der Harvard University. Sie arbeitete als Juraprofessorin, Rechtsanwältin und Bürgerrechtsanwältin, Leiterin einer staatlichen Rechtsabteilung, Stabschefin des Schulbezirks Philadelphia und Bildungsberaterin.
Ihre Laufbahn als Tänzerin begann Ingram unter der Leitung von LaVaughn Robinson, einer Legende des Stepptanzes in Philadelphia, und wurde zu einer Leitfigur des zeitgenössischen Jazz-Tap-Tanzes. In ihren Choreographien widmet sie sich vorrangig der Geschichte der Sklaverei in Nordamerika, Aspekten der afroamerikanischen Erfahrung und der sozialen Gerechtigkeit. Sie arbeitete u. a. mit den Jazzmusikern und -komponisten Odean Pope, Dave Burrell und Bobby Zankel zusammen.
Im Jahr 1989 wurde ihre Arbeit im Rahmen der Folge Tap Dance in America der TV-Serie Great Performances gewürdigt.
Zu ihren jüngeren Performanceprojekten gehören eine abendfüllende Produktion zur Gründung der African Methodist Episcopal Church in Philadelphia im späten 18. Jahrhundert, eine einstündige Performance zur 150-Jahr-Gedenkfeier der Schlacht von Atlanta, einem Wendepunkt im amerikanischen Bürgerkrieg, eine abendfüllende Produktion mit Originalmusik und Tanz für das VivaDanca International Festival 2015 in Salvador, Brasilien und 2016 eine Künstlerresidenz und Performance für das jährliche Festival der sozialen Gerechtigkeit der Brandeis University. 2015/2016 war sie Mitarbeiterin eines zweijährigen, multidisziplinären Projektes zur Frage, wie Kunst den plötzlichen Verlust von Menschenleben thematisiert. Außerdem ist sie Hauptdesignerin und Mitarbeiterin eines Projekts zur Geschichte und Entwicklung der Praxis der Yoruba-Performancetraditionen und -kultur in Philadelphia.
Sie war 2010 Fellow des Pew Center for Arts & Humanities und 2014 Resident Fellow am Sacatar Institute in Itaparica, Bahia, Brasilien und erhielt unter anderem einen Artist of the City Award des Painted Bride Art Center, 2008 den Transformation Award und 2012 den Art & Change Award der Leeway Foundation, 2011 den Rocky Award von DanceUSA und 2012 den Philadelphia Folklore Project’s Award for Folk Arts & Cultural Heritage Practice. Ihre Projekte wurden u. a. vom National Endowment for the Arts, der Independence Foundation, der Leeway Foundation, vom Pennsylvania Humanities Council, dem Pennsylvania Council on the Arts, der Wyncote Foundation und der Lomax Family Foundation finanziert.